# Donell Jones
Donell Jones (ur. 22 maja 1973 roku w Chicago, Illinois) – amerykański piosenkarz RnB, tekściarz i producent.
Donell zadebiutował w roku 1996 albumem „My Heart”, wydanym w wytwórni LaFace. Jego ojcem jest legenda muzyki gospel Bobby Jones.

## Dyskografia
- 1996 My Heart
- 1999 Where I Wanna Be
- 2002 Life Goes On
- 2006 Journey of a Gemini
- 2007 The Best of Donell Jones